# 방언연속체
언어학에서 방언연속체(영어: dialect continuum)란, 지리적 위치에 따라 서서히 차이를 보이는 언어변종들의 집합으로, 인접한 지역끼리는 방언 수준으로 가까우나 멀어질수록 서서히 차이가 커져 멀리 떨어진 지역 간에는 의사소통이 불가능할 정도에 이른다. 이러한 경우 방언이나 언어 간에 명확한 구분이 보이지 않는다. 현대에는 표준어 교육이 빠르게 보급되면서 세부적인 방언들이 점점 통합되고 획일화되어 사라져가고 있는 상황이다.
진화학에서 방언연속체와 비슷한 것으로 고리종이 있다.

## 예시
- 북게르만어군: 핀란드를 제외한 스칸디나비아 지역 전체에 걸쳐 있다. 우선 핀란드 일부 지역의 스웨덴어 방언에서 시작하여, 표준 스웨덴어, 고틀란드어, 엘브달렌어, 스코네어, 덴마크어, 노르웨이어, 페로어, 아이슬란드어까지 대략적으로 나눌 수 있는데, 세부적인 방언 단위로 언어형들이 서서히 변이해가는 것이 나타난다. 다만 지리적으로 동떨어져 있는 도서 지역의 페로어와 아이슬란드어는 다른 언어·방언들과 의사소통이 원활하지 않다.
- 서게르만어군: 대륙 서게르만어군의 방언연속체는 크게 네덜란드어, 프리지아어, 독일어로 분류될 수 있는데, 이들 내부의 무수히 많은 방언들이 연속체를 이룬다. 가까운 지역 간에는 말이 통하나, 네덜란드어와 독일어 간의 예시와 같이 멀어질수록 의사소통이 어려워진다. 영어를 위시한 도서 서게르만어군 역시 영국 내에서 방언연속체를 이룬다고 보기도 한다.
- 서로망스어군: 이탈리아에서 프랑스, 이베리아반도까지에 걸쳐 방언연속체가 퍼져있는데, 이들은 라틴어의 방언들로부터 갈라져나온 언어들, 곧 차례대로 라딘어, 베네토어, 롬바르드어, 이탈리아어, 프랑스어, 오크어, 카탈루냐어, 스페인어, 갈리시아어, 포르투갈어 등이다. 이들 속의 방언들 역시 빠르게 사라져가고 있는데, 특히 프랑스 정부가 지방 언어들을 인정하지 않으면서 보호 정책이 실시되지 않고 있어 이러한 현상이 심화되고 있다.
- 서슬라브어군은 체코어, 슬로바키아어에서 폴란드어, 소르브어에 이르기까지의 방언연속체로 이루어져 있다.
- 튀르크어족: 오래 전에 분화되어 큰 차이를 보이는 추바시어, 야쿠트어 등을 제외하고 터키에서 중앙아시아 지역에 이르기까지의 튀르크어족 언어들은 방언연속체의 특징을 보인다.
- 인도아리아어군: 인도 북부에서 파키스탄에까지 이르는 지역에 걸쳐서 인도아리아어군 언어·방언들이 연속적으로 나타난다.
- 중국어는 중국 대륙 전역에 걸친 연속적 중국어계 방언들로 이루어지는데, 광둥어 등 남부의 언어들과 관화(표준 중국어)와는 의사소통이 잘 이루어지지 않는다.

## 같이 보기
- 방언
- 언어 변종